# Antonina Borissova
Antonina Georgievna Borissova (1903-1970) va ser una botànica russa, especialitzada en la flora desèrtica i semidesèrtica de l'Àsia central. Va descriure 195 noms d'espècies de plantes terrestres, el novè nombre més alt de noms científics per qualsevol científica.

## Espècies
Entre les plantes que va identificar hi ha:
- Rhodiola arctica Boriss. = Sin. de Rhodiola rosea (L.) (planta de l'estepa russa, que potencia l'organisme, i en particular l'activitat reproductiva). (Crassulaceae)
- Rhodiola rosea L. subsp. arctica (Boriss.) À. Löve i D. Löve
- Rhodiola coccinea (Royle) Boriss. (Crassulaceae)
- Rhodiola heterodonta (Hook.f. & Thomson) Boriss. (Crassulaceae)
- Rhodiola iremelica Boriss. (Crassulaceae)
- Rhodiola komarovii Boriss. (Crassulaceae)
- Rhodiola linearifolia Boriss. (Crassulaceae)
- Rhodiola pamiroalaica Boriss. (Crassulaceae)
- Rhodiola pinnatifida Boriss. (Crassulaceae)
- Rhodiola recticaulis Boriss. (Crassulaceae)
- Hyssopus cuspidatus Boriss. (Lamiaceae)
- Hyssopus tianschanicus Boriss. (Lamiaceae)
- Astragalus inopinatus Boriss. (Fabàcies)

Aquestes espècies de plantes suculentes s'anomenen en honor seu:
- Sedum borissovae Balk.
- Sempervivum borissovae Wale (1946)